# Shot of Poison
Shot of Poison é um single da roqueira britânica Lita Ford.
O single foi lançado em 23 de Novembro de 1991. A canção, de autoria de  Lita Ford, Myron Grombacher e Jim Vallance, e produção de Tom Werman, é a faixa N. 03 do cd Dangerous Curves.

## Single
01. Shot Of Poison (Remix) - 3:32

02. Shot Of Poison (Album Version) - 3:32

03. Larger Than Life - 3:56

## Músicos
- Lita Ford - vocais,  guitarras
- Joe Taylor - guitarras
- David Ezrin - teclados
- Matt Bissonette - baixo
- Myron Grombacher - baterias

## Desempenho nas Paradas Musicais
| Ano  | Single           | Posição nas Paradas Musicais | Posição nas Paradas Musicais | Posição nas Paradas Musicais | Posição nas Paradas Musicais | Posição nas Paradas Musicais | Certificação (sales threshold) | Álbum            |
| Ano  | Single           | US                           | US Main                      | NZ                           | UK                           | SWE                          | Certificação (sales threshold) | Álbum            |
| ---- | ---------------- | ---------------------------- | ---------------------------- | ---------------------------- | ---------------------------- | ---------------------------- | ------------------------------ | ---------------- |
| 1991 | "Shot of Poison" | 45                           | 21                           | —                            | 63                           | —                            |                                | Dangerous Curves |

## Prêmios e Indicações
| Ano  | Álbum / "Canção" | Prêmio (Indicação)                                    | Resultado | Ref.  |
| ---- | ---------------- | ----------------------------------------------------- | --------- | ----- |
| 1993 | "Shot of Poison" | Grammy Awards: (Best Rock Vocal Performance - Female) | Indicado  | [ 7 ] |